# Heinrich Theodor Flathe
Heinrich Theodor Flathe (1. juni 1827—26. marts 1900) var en tysk historiker. 
Foruden en række monografier, væsentlig over sachsisk historie, kan af hans arbejder nævnes: en omarbejdelse og fortsættelse af Böttigers Geschichte der Kurstaats und Königreichs Sachsen i Heeren og Ukerts store samling (3 bind, 1867—73), Das Zeitalter der Restauration und Revolution 1815—51 (1883) i Onckens Allgemeine Weltgeschichte, Die neueste Zeit (1887 ff.) i Allgemeine Weltgeschichte, udgivet af Flathe, Hertzberg og andre, samt Deutsche Reden (1892 ff.).